# Новини (медіахолдинг)
Медіахолдинг «Новини» — український проросійський партійний медіахолдинг, включає канали «NewsOne», «ZIK», «112 Україна», «Перший незалежний» та «UkrLive». Ці канали мають неофіційну назву «телеканали Медведчука».
Належить колишньому народному депутату від «ОПЗЖ», колишньому члену «Партії регіонів» Тарасу Козаку (проти якого введено санкції РНБО), неофіційно контролюється кумом Путіна Віктором Медведчуком, котрий також відмічений в українофобії, москвофільстві та у держзраді (проти якого введено санкції РНБО). Власником телеканалу «Ukrlive» було оголошено Нестора Шуфрича.

## Історія
2018 року Тарас Козак купив канали «112 Україна» і «NewsOne» за 73 млн грн ($ 2,6 млн) та 42 млн грн ($ 1,5 млн), відповідно. 14 червня 2019 року було оголошено про купівлю у політика Петра Димінського медіахолдингу «ZIK» (телеканал і інформаційне агентство) за 4 млн євро.
Того ж дня оголошено про створення холдингу «Новини», куди окрім «ZIK» включено «112 Україна» і «NewsOne». Генерального продюсером холдингу став російський медіапродюсер Олексій Семенов, який перед цим отримав громадянство України і працював генпродюсером на «112 Україна» (2013—2014), «NewsOne» (2015—2017) і «Прямим» (2017—2019).
Медіахолдинг посідає п'яту позицію за рейтингами на українському телебаченні, поступаючись Медіа Групі Україна, 1+1 Медіа, StarLightMedia та Inter Media Group.

## Діяльність
Канали, що входять до холдингу, отримали неофіційну назву «телеканали Медведчука». Це сталося через те, що Медведчук давній політичний і бізнес-партнер власника холдингу Тараса Козака, а також після зміни власників телеканали холдингу почали активно рекламувати як самого Медведчука, так і його проросійську партію «Опозиційна платформа — За життя».
Телеканали постійно критикуються за пропаганду «російського світу», численні порушення журналістських стандартів та етики, заперечення участі РФ в Російсько-українській війні на сході України та перекладання вини за війну на Україну. Телеканали координують діяльність, проводячи спільні ефіри, виступаючи з підтримкою інших каналів холдингу.
У липні 2019 року було анонсовано пропагандистський телеміст «Треба поговорити», який намагались організувати «NewsOne» та російський канал «Росія-24». Президент Зеленський заявив, що не дасть «людям як Медведчук монополізувати українське ТБ». СБУ запропонувало скликати позачергове засідання РНБО та ввести санкції проти телеканалів «NewsOne» і «112 Україна».
17 жовтня 2019 року Верховна Рада створила тимчасову комісію для розслідування щодо дотримання законів при зміні власників каналів та протидії інформаційному впливу РФ.
18 лютого 2021 року журналісти телеканалів «NewsOne», «ZIK» та «112 Україна», які вимкнули через запроваджені 2 лютого санкції, створили нову компанію і отримали контроль над телеканалом «Перший незалежний», на базі якого хотіли відновити свою діяльність.
26 лютого 2021 року телеканал «Перший незалежний» було заблоковано через годину після початку трансляції.
27 жовтня 2021 року телеканал «Перший незалежний» припинив мовлення і почав мовити телеканал «Ukrlive», куплений нардепом від проросійської партії «ОПЗЖ» Нестором Шуфричем.

## Склад
1. NewsOne — заблоковано 2-3 лютого 2021 року, припинив онлайн-мовлення 26 лютого 2021 року
2. ZIK — заблоковано 2-3 лютого 2021 року, припинив онлайн-мовлення 26 лютого 2021 року
3. 112 Україна — заблоковано 2-3 лютого 2021 року, припинив онлайн-мовлення 26 лютого 2021 року
4. Перший незалежний — заблоковано 26 лютого 2021 року, припинив онлайн-мовлення 24 лютого 2022 року
5. UkrLive — заблоковано 28 грудня 2021 року, припинив онлайн-мовлення 27 березня 2022 року